# Snabelskor

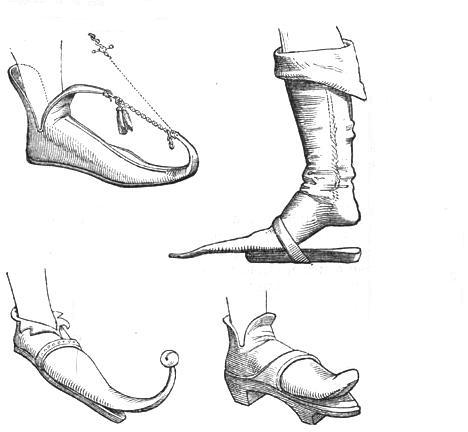
Olika snabelskor

Snabelskor är långsmala skor som slutar i en lång, avsmalnande tåspets (snabel). De var gjorda av tyg och stoppades med blånor eller hö. På engelska kallas de för crakows, vilket kommer av att stilen ansågs ha sitt ursprung i Kraków.  

## Bakgrund
Snabelskor var högsta mode under högmedeltiden och de spreds främst via England och Frankrike. Detta mode har också visat sig i utgrävningarna vid Baynard Castle i London. Möjligen kom inspirationen från Orienten, där liknande skor förekommit sedan forntiden. Mer troligt är att man imiterade riddarnas pansarskor, för att visa riddarnas elegans.

## Status
Efter hand blev skorna en sorts markör på samhällsklass och status. Det var viktigt hur lång snabeln var, för det visade hur rik man var. Var man rik fick man ha en längre snabel än någon som var fattig. Utgrävningarna i London och Dordrecht bland annat, har visat att spetslängden var cirka en femtedel av längden på foten. De längsta topparna var ungefär en halv fot lång.

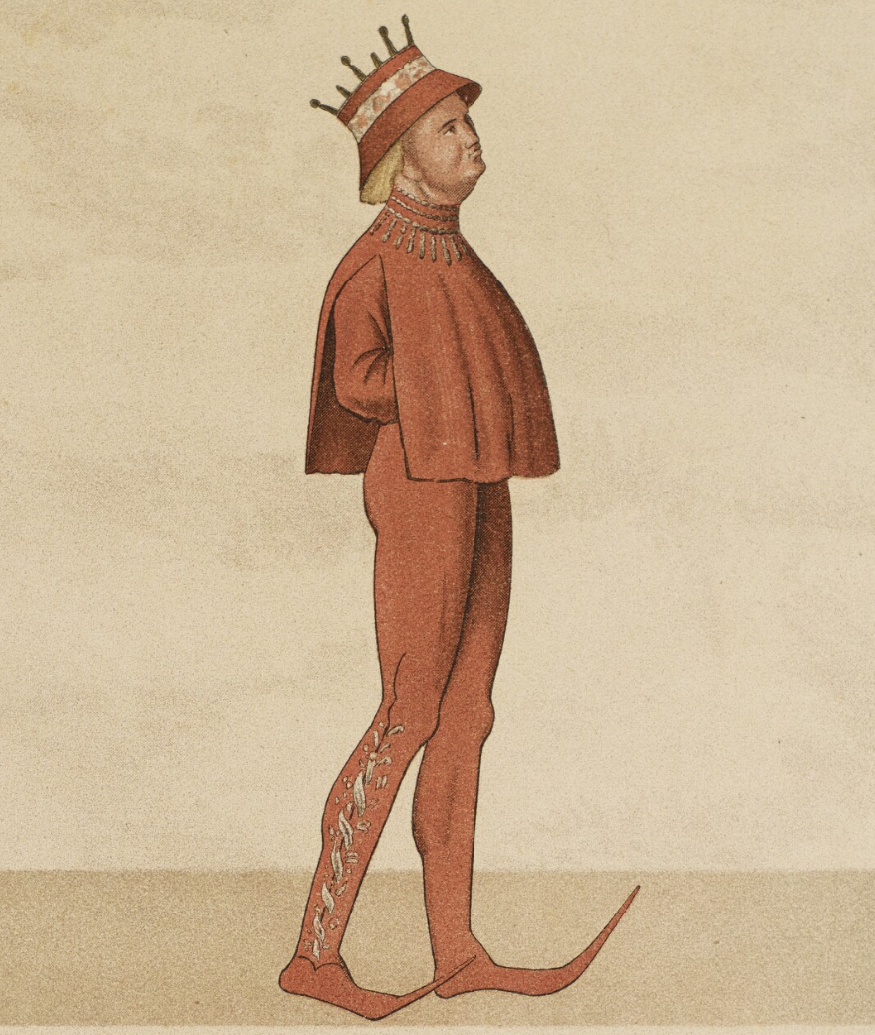
Kristofer av Bayern iförd snabelskor.

## Skons uppbyggnad
Skorna syddes med avigsidan ut och sedan vrängde man dem. Toppen var en särskild utmaning, eftersom den inte kunde vrängas lika lätt. Skorna var ibland så långa att "snabeln" behövde böjas bakåt och fästas med en tråd eller någon finare kedja under bärarens knä, för att undvika att snubbla. Om man ville dekorera skorna ännu mer, kunde man sy fast en liten klingande bjällra på spetsen. Vid dåligt väglag satte man på en undersko med klackar under hälen och trampdynans främre del. En så kallad patina (träplatå) kunde också användas för att skydda skon från att bli smutsig i stadens gränder. Skorna kunde användas av både män och kvinnor, men det var mest populärt bland männen.

## Kritiserat mode

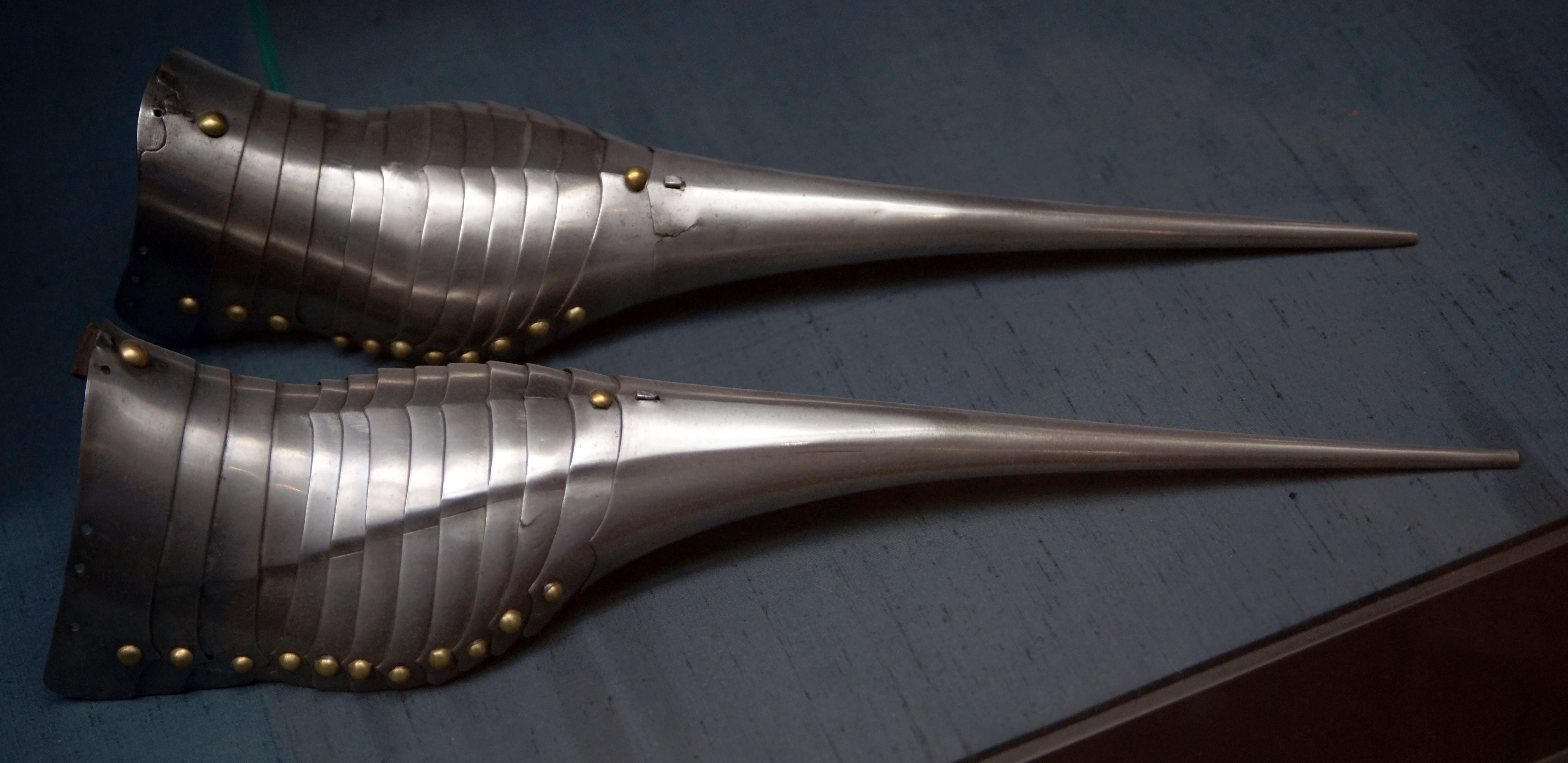
Harneskskor från sent 1400-tal inspirerade av snabelskorna.

Snabelskomodet var kritiserat, bland annat av kyrkan för att vara prålig. Furstar och kyrkomän gjorde vad de kunde för att förbjuda snabelskorna. Det som gjorde dem mest arga var att människor av de lägre klasserna också började att få upp ögonen för skorna. Påve Urban V kritiserade skorna i ett tal och den franske kungen Karl V förbjöd sina tjänstemän att bära skorna. På vissa orter förbjöds till och med snabelskon att användas av enklare folk över huvud taget. När det gått en längre tid använde alla klasser spetsiga skor, inte bara adeln, men det var strikt med hur lång tå man fick ha, beroende på vilken samhällsklass man var ifrån. Det har inte påträffats så många fynd i Sverige, så man tror att snabelskon inte var lika populär här. Snabelskon har inte påträffats i Sverige i annan form än långspetsiga patinor av läder, funna i Lunds domkyrka. Den har säkert också använts av hantverkare, borgare och köpmän utomlands, men i Sverige troligtvis ganska sällan. Runt 1400-talet var det heller inte längre så modernt med snabelskor, då ersattes denna sko av "anknäbbsskon". Den kanske inte var så vacker, men förmodligen bättre för fötterna. Det är nog inget skomode som har väckt så många känslor som snabelskon med sin extremt utstickande tå. Uttrycket ”leva på stor fot” anses härröra från den tiden.